# -omik
Omik är ett samlingsnamn på en stor grupp metoder som på senare tid börjat användas för att mäta till exempel hur mycket alla gener är påslagna i en viss cell under vissa förhållanden (transkriptomik) eller studera förändringen i ett stort antal proteiner (proteomik).